# Shalqar Köli (saltsjö i Kazakstan)
Shalqar Köli är en saltsjö i Kazakstan.   Den ligger i oblystet Västkazakstan, i den västra delen av landet, 1 400 km väster om huvudstaden Astana. Arean är 237 kvadratkilometer.